# Arte da Mesopotâmia
A arte da Mesopotâmia desenvolveu-se ao longo de muitos e muitos séculos, passando por diferentes civilizações, não sendo, portanto, muito coesa em suas manifestações. Os povos mesopotâmicos são as civilizações que se desenvolveram na área das terras férteis localizadas entre os rios Tigre e Eufrates. Entre eles estão os sumérios, os assírios e os babilônios.

## Manifestações

### Arquitetura
A arquitetura, a mais desenvolvida das artes, não era porém tão notável quanto a egípcia, pois era caracterizada pelo exibicionismo e pelo luxo. Construíram templos e palácios, que eram considerados cópias dos existentes nos céus, de tijolos, por ser escassa a pedra na região. O zigurate, torre de vários andares, foi a construção característica das cidades-estados sumérias. Nas construções, empregavam argila, ladrilhos e tijolos.

### Escultura
A civilização persa (século III até à sua queda em Ctesifonte, em 640 a.C.) era predominantemente guerreira, característica que se reflete nas suas manifestações artísticas, como a representação de criaturas míticas, fantásticas, quase sempre monumentais, poderosas figuras com cabeça humana e corpo de leão, touro ou águia., simbolizando o seu grande poder militar. O esplêndor da sua arte pode ser observado em ruínas de palácios imponentes e luxuosamente decorados, com jardins internos para divertimento dos soberanos.

### Pintura
Na pintura os artistas se utilizavam de cores claras e reproduziam caçadas, batalhas e cenas da vida dos reis e dos deuses.

### Cerâmica e ourivesaria
A produção de objetos de cerâmica alcançou notável desenvolvimento entre os persas, que utilizavam também tijolos esmaltados. Além disso, na Mesopotâmia a ourivesaria era uma das atividades artísticas mais importantes. Estatuetas de cobre, colares e braceletes, assim como utensílios trabalhados em ouro e prata com incrustações de pedras eram muito comuns, e com estilos variados dada a diversidade de povos que ocuparam a região.
| Cronologia e mapa da Mesopotâmia antiga |
|                                         |